# Всеволод Юрьевич Орехва
Всеволод Юрьевич Орехва — согласно родословным, князь тарусский, один из пяти сыновей Юрия Михайловича, внук убитого в 1246 году в Золотой Орде Михаила Черниговского, родоначальник князей Мезецких. В летописях и синодиках не упоминается.

## Происхождение
Сын Всеволода Андрей Всеволодович Шутиха Мезецкий упоминается под 1422 годом, а умер около 1443. Это делает хронологически несостоятельной версию родословных, из чего различные исследователи находят разные выходы. В частности Войтович Л. В. и Беспалов Р. А. реконструируют фигуру Всеволода Всеволодовича, причём Беспалов прозвище Орехва относит не к Всеволоду Юрьевичу, а к Всеволоду Всеволодовичу. Беспалов Р. А. считает Юрия Тарусского не сыном Михаила Черниговского, а князем 1-й половины XIV века.

## Всеволод устивский
Во Введенском синодике среди князей рубежа XIV/XV веков упомянут Всеволод устивский. Традиционно он считается представителем новосильской ветви, сыном Семёна Михайловича. Однако Беспалов Р. А. на основании первоисточников о местоположении Устья и династической идентификации князей Мезецких отождествил Всеволода устивского с Всеволодом Орехвой. В родословцам у Всеволода Юрьевича не указан удел, а Мещовск его потомки получили уже в XV веке от Витовта литовского. Данную точку зрения поддержал и Безносюк С. Н.

## Семья и дети
Жена неизвестна.
Сыновья:
- Дмитрий Всеволодович
- Андрей Всеволодович Шутиха